# Ölandssolvända
Ölandssolvända (Helianthemum oelandicum) är en solvändeväxt och Ölands landskapsblomma.

## Beskrivning
Ölandssolvända är mycket mindre än den vanliga solvändan.
Ölandssolvända blommar vid midsommar.
Kromosomtalet är 2n = 22.

## Underarter
- Cistus alpestris Jacq., 1762
  - Tvetydig synonym till Helianthemum alpestre (Jacq.) DC.
- Cistus italicus Pall. ex M.Bieb.
  - Tvetydig synonym till Helianthemum alpestre (Jacq.) DC.
- Helianthemum allionii Tineo, 1846
- Helianthemum oelandicum ssp. allionii (Tineo) Greuter & Burdet, 1984
  - Synonym till Helianthemum allionii Tineo
- Helianthemum oelandicum ssp. alpestre Breistr.
- Helianthemum oelandicum ssp. alpestre (Jacq.) Breistr.
  - Synonym till  Helianthemum alpestre (Jacq.) DC.
- Helianthemum oelandicum var. canescens (Hartm.) Fr., 1824
- Helianthemum oelandicum ssp. canum (L.) Bonnier, 1912
- Helianthemum oelandicum var. canescens (Hartm.) Fr., 1824
- Helianthemum oelandicum ssp. incanum (Willk.) G.López, 1992
- Helianthemum oelandicum ssp. orientale M.C.F.Proctor
- Helianthemum oelandicum ssp. rupifragum Breistr.
- Rhodax allionii (Tineo) Holub
  - Synonym till Helianthemum allionii Tineo

## Svenskasynonymer
- Filthårig solvända
- Filthårig ölandssolvända
- Filtsolvända
- Grå solvända (var. canescens)
- Äkta ölandssolvända (var. oelandicum)

## Utbredningskartor
- Norden 
  - o markerar platser där fossil av ölandssolvända har upptäckts.
- Norra halvklotet